# ダスティン・ジャコビー
ダスティン・ジャコビー（Dustin Jacoby、1988年4月4日 - ）は、アメリカ合衆国の男性総合格闘家、キックボクサー、ボクサー。コロラド州フォート・モーガン出身。ファクトリーX・ムエタイ所属。元CFFCミドル級王者。

## 来歴
双子の兄弟と共に4歳からテコンドーを始め、1年後にレスリングを始めた。テコンドーは4年間経験し、レスリングは12歳の時にイリノイ州へ移住するまで続けた。高校ではバスケットボールとアメリカンフットボールで活躍し、両方のスポーツで各地の大学から奨学金のスカウトを受けたが、膝に重傷を負ったため殆どのスカウトが取り下げられた。カルバー＝ストックトン大学に進学後はアメリカンフットボールのクォーターバックで2年間活躍し、その後クインシー大学に編入した。

### キックボクシング
2013年、プロキックボクシングデビュー。キックボクシングのメジャー団体GLORYを主戦場とし、2015年にGLORYミドル級予選トーナメント、2016年にGLORYミドル級コンテンダートーナメントで優勝した。通算戦績は10勝8敗。

### 総合格闘技
2010年、プロ総合格闘技デビュー。ローカル団体で6戦全勝の戦績を残した。

#### UFC
2011年10月29日、UFC初参戦となったUFC 137でクリフォード・スタークスと対戦し、0-3の判定負け。
2012年1月28日、UFC on FOX 2でクリス・カモージーと対戦し、ギロチンチョークで3R一本負け。2連敗となり、UFCからリリースされた。

#### UFCリリース後
2012年8月24日、Cage Fury FC 16のCFFCミドル級タイトルマッチで王者ティム・ウィリアムズに挑戦し、ドクターストップで1RTKO勝ち。王座獲得に成功した。
2014年9月5日、Bellator初参戦となったBellator 123でキング・モーと対戦し、パウンドで2RTKO負け。
2015年1月16日、Bellator 132でジョン・ソルターと対戦し、リアネイキドチョークで2R一本負け。この試合後に、キックボクシングのキャリアに専念することを決意したため約4年半のブランクを作った。
2020年8月4日、Dana White's Contender Series 27でタイ・フローレスと対戦し、3-0の判定勝ちを収め、UFCとの契約権を獲得した。

#### UFC復帰
2020年10月31日、約8年9カ月ぶりのUFC復帰戦となったUFC Fight Night: Hall vs. Silvaでジャスティン・レデットと対戦。右ローキックでダウンを奪い、直後に右アッパーで1RTKO勝ち。
2022年7月16日、UFC on ABC: Ortega vs. Rodríguezでチョン・ダウンと対戦し、右ストレートで1RKO勝ち。パフォーマンス・オブ・ザ・ナイトを受賞した。
2022年10月29日、UFC Fight Night: Kattar vs. Allenでカリル・ラウントリー・ジュニアと対戦し、1-2の判定負けを喫したが、海外のMMAメディアサイトの採点では16人中14人の記者がジャコビーの勝利を支持するなど物議を醸す判定となった。
2023年4月15日、UFC on ESPN: Holloway vs. Allenでライトヘビー級ランキング15位のアザマト・ムルザカノフと対戦し、0-3の判定負け。
2023年8月5日、UFC on ESPN: Sandhagen vs. Fontでケネディ・エンジーチュクーと対戦し、右ストレートでダウンを奪いパウンドで1RTKO勝ち。パフォーマンス・オブ・ザ・ナイトを受賞した。
2023年12月16日、UFC 296でライトヘビー級ランキング14位のアロンゾ・メニフィールドと対戦し、0-3の判定負け。
2024年6月8日、UFC on ESPN: Cannonier vs. Imavovでライトヘビー級ランキング15位のドミニク・レイエスと対戦し、スタンドパンチ連打で1RKO負け。
2024年12月14日、UFC on ESPN: Covington vs. Buckleyでビトー・ペトリーノと対戦し、右ストレートで3RKO勝ち。パフォーマンス・オブ・ザ・ナイトを受賞した。

## 戦績

### 総合格闘技
| 総合格闘技 戦績 | 総合格闘技 戦績 | 総合格闘技 戦績 | 総合格闘技 戦績 | 総合格闘技 戦績 | 総合格闘技 戦績 | 総合格闘技 戦績 |
| --------------- | --------------- | --------------- | --------------- | --------------- | --------------- | --------------- |
| 31 試合         | (T)KO           | 一本            | 判定            | その他          | 引き分け        | 無効試合        |
| 21 勝           | 14              | 1               | 6               | 0               | 1               | 0               |
| 9 敗            | 2               | 2               | 5               | 0               | 1               | 0               |

| 勝敗 | 対戦相手                       | 試合結果                             | 大会名                                         | 開催年月日     |
| ○    | ブルーノ・ロペス               | 1R 3:10 KO (スタンドパンチ連打)      | UFC Fight Night: Blanchfield vs. Barber        | 2025年6月1日   |
| ○    | ビトー・ペトリーノ             | 3R 3:44 KO（右ストレート）           | UFC on ESPN 63: Covington vs. Buckley          | 2024年12月14日 |
| ×    | ドミニク・レイエス             | 1R 2:00 KO（スタンドパンチ連打）     | UFC on ESPN 57: Cannonier vs. Imavov           | 2024年6月8日   |
| ×    | アロンゾ・メニフィールド       | 5分3R終了 判定0-3                    | UFC 296: Edwards vs. Covington                 | 2023年12月16日 |
| ○    | ケネディ・エンジーチュクー     | 1R 1:22 TKO（右ストレート→パウンド） | UFC on ESPN 50: Sandhagen vs. Font             | 2023年8月5日   |
| ×    | アザマト・ムルザカノフ         | 5分3R終了 判定0-3                    | UFC on ESPN 44: Holloway vs. Allen             | 2023年4月15日  |
| ×    | カリル・ラウントリー・ジュニア | 5分3R終了 判定1-2                    | UFC Fight Night: Kattar vs. Allen              | 2022年10月29日 |
| ○    | チョン・ダウン                 | 1R 3:13 KO（右ストレート）           | UFC on ABC 3: Ortega vs. Rodríguez             | 2022年7月16日  |
| ○    | ミハル・オレクシェイチュク     | 5分3R終了 判定3-0                    | UFC 272: Covington vs. Masvidal                | 2022年3月5日   |
| ○    | ジョン・アラン                 | 5分3R終了 判定3-0                    | UFC 268: Usman vs. Covington 2                 | 2021年11月6日  |
| ○    | ダレン・スチュワート           | 1R 3:04 TKO（スタンドパンチ連打）    | UFC on ESPN 30: Barboza vs. Chikadze           | 2021年8月28日  |
| △    | イオン・クテラバ               | 5分3R終了 判定1-1                    | UFC on ESPN 23: Reyes vs. Procházka            | 2021年5月1日   |
| ○    | マキシム・グリシン             | 5分3R終了 判定3-0                    | UFC Fight Night: Rozenstruik vs. Gane          | 2021年2月27日  |
| ○    | ジャスティン・レデット         | 1R 2:38 TKO（右アッパー）            | UFC Fight Night: Hall vs. Silva                | 2020年10月31日 |
| ○    | タイ・フローレス               | 5分3R終了 判定3-0                    | Dana White's Contender Series 27               | 2020年8月4日   |
| ○    | コーディ・イースト             | 5分3R終了 判定3-0                    | SCL 74: King of Sparta Heavyweight Series      | 2019年6月29日  |
| ×    | ジョン・ソルター               | 2R 3:33 リアネイキドチョーク         | Bellator 132                                   | 2015年1月16日  |
| ×    | キング・モー                   | 2R 1:13 TKO（パウンド）              | Bellator 123                                   | 2014年9月5日   |
| ○    | ルーカス・ロペス               | 1R 4:15 TKO（ハイキック→パウンド）   | Titan FC 29                                    | 2014年8月22日  |
| ○    | アンドリュー・サンチェス       | 5分3R終了 判定2-1                    | CCCW: The Uprising                             | 2013年3月2日   |
| ×    | デヴィッド・ブランチ           | 5分3R終了 判定0-3                    | WSOF 1                                         | 2012年11月3日  |
| ○    | ティム・ウィリアムズ           | 1R 4:04 TKO（ドクターストップ）      | Cage Fury FC 16 【CFFCミドル級タイトルマッチ】 | 2012年8月24日  |
| ○    | ビリー・ジョンソン             | 1R 0:45 KO（パンチ）                 | Hoosier Fight Club 11                          | 2012年6月2日   |
| ×    | クリス・カモージー             | 3R 1:08 ギロチンチョーク             | UFC on FOX 2: Evans vs. Davis                  | 2012年1月28    |
| ×    | クリフォード・スタークス       | 5分3R終了 判定0-3                    | UFC 137: Penn vs. Diaz                         | 2011年10月29日 |
| ○    | ビリー・ホーン                 | 1R 0:37 TKO（パンチ連打）            | AP: Riverfists 2011                            | 2011年9月4日   |
| ○    | ライアン・スターディ           | 2R 2:31 TKO（ドクターストップ）      | XFO 40                                         | 2011年6月25日  |
| ○    | オスカー・グローバー           | 1R 2:25 TKO（パンチ連打）            | CCCW: Fight Night 3                            | 2011年4月30日  |
| ○    | ライアン・ブラウン             | 1R 1:05 三角絞め                     | Island Fights 40                               | 2011年3月12日  |
| ○    | デビッド・ガストン             | 1R 0:54 TKO（パンチ連打）            | CCCW 6                                         | 2011年1月29日  |
| ○    | ダン・マクグラスソン           | 1R 2:09 TKO（パンチ連打）            | CCCW                                           | 2010年11月27日 |

### キックボクシング
| キックボクシング 戦績 | キックボクシング 戦績 | キックボクシング 戦績 | キックボクシング 戦績 | キックボクシング 戦績 | キックボクシング 戦績 | キックボクシング 戦績 |
| --------------------- | --------------------- | --------------------- | --------------------- | --------------------- | --------------------- | --------------------- |
| 18 試合               | (T)KO                 | 判定                  | その他                | 引き分け              | 無効試合              |                       |
| 10 勝                 | 9                     | 0                     | 8                     | 0                     | 0                     |                       |
| 8 敗                  | 3                     | 0                     | 0                     | 0                     | 0                     |                       |

| 勝敗 | 対戦相手             | 試合結果                          | 大会名                                                                     | 開催年月日     |
| ○    | ショーン・チョイス   | 1R 2:18 TKO（3ダウン）            | GLORY 44: Chicago                                                          | 2017年8月25日  |
| ×    | サイモン・マーカス   | 2R 0:01 TKO（負傷）               | GLORY 14: Zagreb                                                           | 2016年10月21日 |
| ×    | サイモン・マーカス   | 5R終了 判定0-3                    | GLORY 30: Los Angeles 【GLORY世界ミドル級タイトルマッチ】                  | 2016年5月13日  |
| ○    | ウェイン・バレット   | 2R 1:06 TKO（右ストレート）       | GLORY 27: Chicago 【ミドル級コンテンダートーナメント決勝】                 | 2016年2月26日  |
| ○    | カール・ロバーソン   | 3R 2:56 TKO（右膝蹴り）           | GLORY 27: Chicago 【ミドル級コンテンダートーナメント準決勝】               | 2016年2月26日  |
| ○    | ウェイン・バレット   | 3R 1:40 TKO（右ストレート）       | GLORY 24: Denver                                                           | 2015年10月9日  |
| ○    | ケイシー・グリーン   | 2R 1:19 TKO（パンチ連打）         | GLORY 23: Las Vegas 【ミドル級予選トーナメント決勝】                       | 2015年8月7日   |
| ○    | アリエル・セパルベダ | 1R 2:59 KO（右ストレート）        | GLORY 23: Las Vegas 【ミドル級予選トーナメント準決勝】                     | 2015年8月7日   |
| ×    | ムラッド・ボウジディ | 3R終了 判定0-3                    | GLORY 20: Dubai                                                            | 2015年4月3日   |
| ×    | マイク・ルメール     | 3R終了 判定                       | GLORY 17: Los Angeles 【ミドル級コンテンダートーナメント・リザーブマッチ】 | 2014年6月21日  |
| ×    | アレックス・ペレイラ | 1R 2:02 KO（左フック）            | GLORY 14: Zagreb 【ミドル級コンテンダートーナメント準決勝】                | 2014年3月8日   |
| ×    | 上原誠               | 3R終了 判定1-2                    | GLORY 13 TOKYO                                                             | 2013年12月21日 |
| ×    | ダニョ・イルンガ     | 3R終了 判定0-3                    | GLORY 9: New York 【スラムトーナメント準決勝】                             | 2013年6月22日  |
| ○    | ブライアン・コレット | 3R終了 判定2-0                    | GLORY 9: New York 【スラムトーナメント準々決勝】                           | 2013年6月22日  |
| ×    | マイケル・デュット   | 1R 2:25 TKO（レフェリーストップ） | GLORY 5: London                                                            | 2013年3月23日  |
| ○    | ブライアン・コレット | 1R 3:00 KO                        | Xtreme Fight Night 11 【Road to Glory USA 95kg級トーナメント決勝】         | 2013年2月1日   |
| ○    | ロイ・ボートン       | 1R 2:47 TKO                       | Xtreme Fight Night 11 【Road to Glory USA 95kg級トーナメント準決勝】       | 2013年2月1日   |
| ○    | ランディ・ブレイク   | 3R 1:43 TKO                       | Xtreme Fight Night 11 【Road to Glory USA 95kg級トーナメント準々決勝】     | 2013年2月1日   |

### ボクシング
| プロボクシング 戦績 | プロボクシング 戦績 | プロボクシング 戦績 | プロボクシング 戦績 | プロボクシング 戦績 | プロボクシング 戦績 | プロボクシング 戦績 |
| ------------------- | ------------------- | ------------------- | ------------------- | ------------------- | ------------------- | ------------------- |
| 1 試合              | (T)KO               | 判定                | その他              | 引き分け            | 無効試合            |                     |
| 1 勝                | 1                   | 0                   | 0                   | 0                   | 0                   |                     |
| 0 敗                | 0                   | 0                   | 0                   | 0                   | 0                   |                     |

| 戦           | 日付          | 勝敗 | 時間 | 内容 | 対戦相手           | 国籍           | 備考 |
| ------------ | ------------- | ---- | ---- | ---- | ------------------ | -------------- | ---- |
| 1            | 2019年6月29日 | 勝利 | 1R   | TKO  | テレンス・ホーゲス | アメリカ合衆国 |      |
| テンプレート |               |      |      |      |                    |                |      |

## 獲得タイトル

### キックボクシング
- GLORYミドル級コンテンダートーナメント 優勝（2016年）
- GLORYミドル級予選トーナメント 優勝（2015年）
- Road to Glory USA 95kg級トーナメント 優勝（2013年）

### 総合格闘技
- 第2代CFFCミドル級王座（2012年）

## 表彰
- UFC パフォーマンス・オブ・ザ・ナイト（2回）